# As negro
As negro es una película musical mexicana de 1954 escrita y dirigida por Fernando Méndez y protagonizada por Meche Barba y Antonio Badú. 

## Argumento
Julio, un criminal, se sacrifica por su estudioso hermano, el médico Germán Acaro (ambos interpretados por Antonio Badú. La trama se desarrolla en medio de gánsteres y teniendo a un cabaret y a una bailarina llamada Laura (Meche Barba), como hilo central.

## Reparto
- Meche Barba ... Laura / Yolanda
- Antonio Badú ... Julio / Germán Acaro
- René Cardona ... El Antillano
- Carolina Barret ... Flora
- Carlos Múzquiz ... El Muñeco
- Fernando Fernández ... Intervención musical

## Comentarios
Cinta dirigida por Fernando Méndez que incluye a Antonio Badú (en un doble papel), René Cardona y Meche Barba, quién da una lección dancística en los terrenos del cabaret y muestra sus atractivas curvas (en particular sus hermosas piernas).